# Trešnjevica (gmina Arilje)
Trešnjevica (cyr. Трешњевица) – wieś w Serbii, w okręgu zlatiborskim, w gminie Arilje. W 2011 roku liczyła 826 mieszkańców.